# Blütengrillen
Die Blütengrillen (Oecanthinae) sind eine Unterfamilie der Familie der Echten Grillen und gehören damit zur Ordnung der Langfühlerschrecken (Ensifera). Einige Autoren fassen die Gruppe auch als eigene Familie Oecanthidae auf.

## Merkmale
Wie andere Langfühlerschrecken und Grillen haben Blütengrillen verlängerte, zum Springen angepasste Hinterbeine und lange schnurartige Fühler (Antennen). Wie bei anderen Grillen liegen die Deckflügel bei den Blütengrillen flach übereinander, und zwar meistens der rechte über dem linken Vorderflügel. Das Aussehen der Blütengrillen unterscheidet sich jedoch erheblich von dem anderer Grillen. Der Körper ist meist durchscheinend grün oder rotgrün, selten dunkel.
Alle Blütengrillen sind wärmeliebend und gehören zu den Hemimetabolen. Das bedeutet, dass ihre Larven und Nymphen den adulten Tieren sehr ähnlich sehen und es bei ihnen kein Puppenstadium gibt.

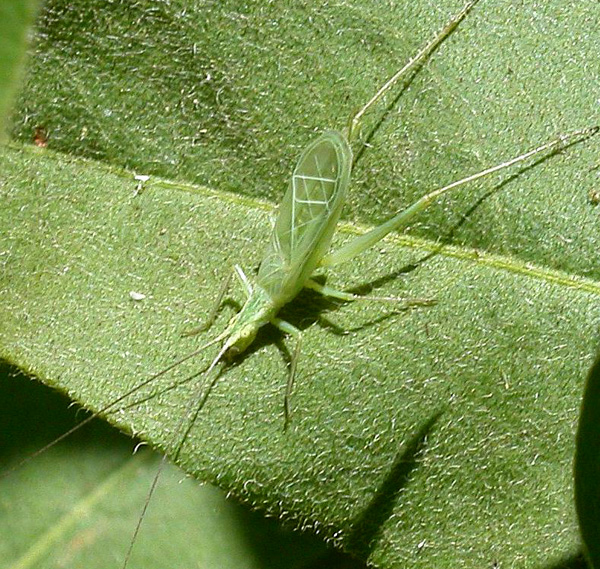
Männchen von Oecanthus fultoni

## Kommunikation
Die Lauterzeugung bei den Blütengrillen erfolgt, wie bei anderen Grillen auch, über Stridulation. Hierbei wird eine gezähnte Schrillader auf der Unterseite des rechten Vorderflügels über die Hinterkante des anderen Vorderflügels hin und her bewegt. Bei den Blütengrillen stridulieren ausschließlich die Männchen. Sie stellen dabei ihre Vorderflügel steil auf. Die Stridulation dient zur Revierabgrenzung und Anlockung der Weibchen (Lockgesang).
Die Männchen einiger Arten singen in einer natürlichen Einkerbung eines Laubblattes oder gar in einer eigens in das Blatt gefressenen Öffnung (Oecanthus burmeisteri). Das umgebende Blatt wirkt dann wie eine offene Schallwand (Baffle), die die Abstrahlung einer höheren Schallenergie ermöglicht. Anderenfalls würden die, im Verhältnis zur Größe der Tiere, relativ tieffrequenten Flügelvibrationen geringere Luftschallintensitäten erzeugen.
Anhand der Anzahl der von Oecanthus fultoni innerhalb eines bestimmten Zeitintervalls ausgestoßenen Laute kann über das Dolbearsche Gesetz auf die aktuelle Lufttemperatur am Standort des Tiers geschlossen werden.

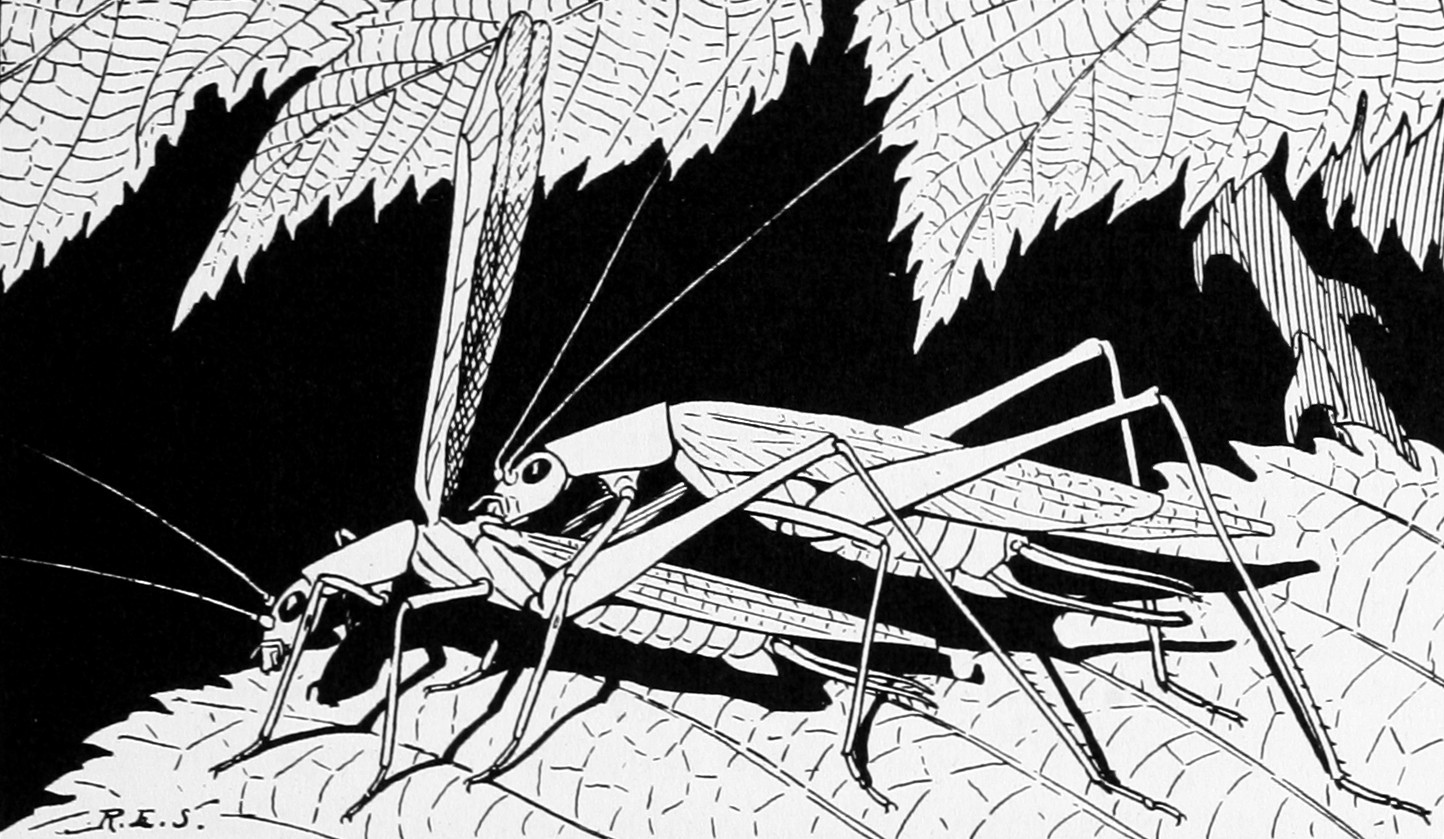
Vor, während und nach der Paarung nimmt das Weibchen ein spezielles Sekret von der Flügelbasis des Männchens auf (Oecanthus augustipennis)

## Fortpflanzung
Sobald das Weibchen ein mit dem arteigenen Lockgesang singendes Männchen erreicht hat, dann richtet das Männchen seine Flügel weiter auf. Das Weibchen klettert über das Männchen und beginnt an einer Grube an der Flügelbasis ein vom Männchen abgesondertes Drüsensekret aufzunehmen. In dieser Zeit heftet das Männchen die Spermatophore an das Weibchen. Auch nach der Begattung nimmt das Weibchen weiter Sekret auf. Dadurch wird sichergestellt, dass möglichst viele Spermien die Eizellen erreichen und befruchten.

## Systematik
- Tribus Oecanthini Blanchard, 1845
  - Gattung Oecanthodes Toms & Otte, 1988 (Ostafrika)
  - Gattung Oecanthus Serville, 1831 (weltweit verbreitet)
  - Gattung Viphyus Otte, 1988 (Zentralafrika)

- Tribus Xabeini Vickery & D.K.M. Kevan, 1983
  - Gattungsgruppe Prognathogryllus Zimmerman, 1948.
    - Gattung Leptogryllus Perkins, 1899 (Hawaii)
    - Gattung Thaumatogryllus Perkins, 1899 (Hawaii)

  - Gattungsgruppe Xabea Vickery & D.K.M. Kevan, 1983.
    - Gattung Neoxabea Kirby, 1906 (Nord- und Südamerika)
    - Gattung Xabea Walker, 1869 (Südostasien, Australien und Neuguinea)

- Gattung Paraphasius Chopard, 1927 (einzige Art P. lepturoides Chopard, 1927) (Verbreitung und Fundort unbekannt)

## Arten
Europa:
- Oecanthus dulcisonans (Südeuropa)
- Weinhähnchen – Oecanthus pellucens (einzige Art in Mitteleuropa)

Auswahl restliche Welt:
- Neoxabea bipunctata (Two-spotted Tree Cricket) (Osten der USA außer Florida)
- Oecanthus burmeisteri (Osten des südlichen Afrika)
- Oecanthus celerinictus (Fast-calling Tree Cricket) (Südosten der USA außer Florida)
- Oecanthus exclamationis (Davis’s Tree Cricket) (Osten der USA und Arizona)
- Oecanthus fultoni (Snowy Tree Cricket, „Thermometer Cricket“) (USA außer Florida)
- Oecanthus latipennis (Broad-winged Tree Cricket) (Osten der USA außer Florida)
- Oecanthus nigricornis (Black-horned Tree Cricket) (Nordosten der USA)
- Oecanthus niveus (Narrow-winged Tree Cricket) (Osten der USA)
- Oecanthus pini (Pine Tree Cricket) (Osten der USA außer Florida)
- Oecanthus quadripunctatus (Four-spotted Tree Cricket) (Nordosten der USA)